# Dich loben die lieblichen Strahlen der Sonne, BWV Anh. 6
Dich loben die lieblichen Strahlen der Sonne, BWV Anh. 6 (Alabeu els suaus raigs del sol) és una cantata perduda de Bach, de l'època de Köthen, estrenada el primer de gener de 1720, de felicitació d'Any Nou al Príncep de la casa d'Anhalt-Köthen. El text és de Christian Friedrich Hunold, professor de Poètica i de Dret de la Universitat de Halle, que firmava amb el pseudònim de Menantes.